# 吉馬唱片
吉馬唱片錄音帶股份有限公司，簡稱吉馬唱片，是台灣一家唱片公司，1984年成立，曾經是台語流行音樂唱片業界的大公司，轉手後主要業務轉為音樂、錄音版權的授權。多年前，創辦人陳維祥已將公司所有權轉由他人經營。
葉啟田原唱的歌《愛拚才會贏》為吉馬唱片成名作品，吉馬唱片原創的翻唱歌合輯系列《吉馬大對唱》也曾流行一時。